# Alleuscelus violaceipennis
Alleuscelus violaceipennis es una especie de coleóptero de la familia Attelabidae.

## Distribución geográfica
Habita en Perú.